# Tret'jakova
Tret'jakova är en udde i Antarktis. Den ligger i Östantarktis. Australien gör anspråk på området.
Terrängen inåt land är platt. Havet är nära Tret'jakova åt nordost. Trakten är glest befolkad. Närmaste befolkade plats är Leningradskaya Station, 14,4 kilometer väster om Tret'jakova.